# 森暢子
森 暢子（もり のぶこ、1932年4月23日 - ）は、日本の政治家、元日本社会党参議院議員(1期)。

## 来歴
岡山県岡山市出身。岡山大学教育学部卒。中学教諭を務め、その後、岡山県教職員組合副委員長や日本社会党岡山県副委員長などを歴任する。1989年の第15回参議院議員通常選挙で岡山選挙区から日本社会党公認で立候補して当選。1995年の第17回参議院議員通常選挙で落選した。1998年の第18回参議院議員通常選挙では比例区に社会民主党から立候補したが落選した。